# 漢氏足溝魚
漢氏足溝魚為輻鰭魚綱鮋形目杜父魚亞目八角魚科的其中一種，為溫帶海水魚，分布於西北太平洋日本北部及鄂霍次克海南部海域，棲息深度33-55公尺，體長可達17公分，棲息在底層水域，生活習性不明。

## 扩展阅读
維基物種上的相關：漢氏足溝魚